# 哈爾角
哈爾角（英語：Hull Point），是南極洲的海岬，位於南設得蘭群島的喬治王島，處於勒格魯灣東北部，海拔高度15米，以地層學家命名，現時由南極條約體系管理。